# Нью-Гейвен (Кентуккі)
Нью-Гейвен (англ. New Haven) — місто (англ. city) в США, в окрузі Нелсон штату Кентуккі. Населення — 798 осіб (2020).

## Географія
Нью-Гейвен розташований за координатами 37°39′33″ пн. ш. 85°35′21″ зх. д. / 37.65917° пн. ш. 85.58917° зх. д. (37.659187, -85.589135).  За даними Бюро перепису населення США в 2010 році місто мало площу 1,53 км², з яких 1,51 км² — суходіл та 0,02 км² — водойми.

## Демографія
Згідно з переписом 2010 року, у місті мешкало 855 осіб у 348 домогосподарствах у складі 243 родин. Густота населення становила 560 осіб/км².  Було 371 помешкання (243/км²).
Расовий склад населення:
| - 97,3 % — білих - 0,1 % — чорних або афроамериканців |

До двох чи більше рас належало 1,9 %. Частка іспаномовних становила 0,7 % від усіх жителів.
За віковим діапазоном населення розподілялося таким чином: 28,1 % — особи молодші 18 років, 57,6 % — особи у віці 18—64 років, 14,3 % — особи у віці 65 років та старші. Медіана віку мешканця становила 36,5 року. На 100 осіб жіночої статі у місті припадало 97,5 чоловіків;  на 100 жінок у віці від 18 років та старших — 85,8 чоловіків також старших 18 років.
Середній дохід на одне домашнє господарство  становив 45 179 доларів США (медіана — 35 500), а середній дохід на одну сім'ю — 60 330 доларів (медіана — 48 750). Медіана доходів становила 45 833 долари для чоловіків та 32 868 доларів для жінок. За межею бідності перебувало 21,6 % осіб, у тому числі 35,6 % дітей у віці до 18 років та 13,8 % осіб у віці 65 років та старших.
Цивільне працевлаштоване населення становило 265 осіб. Основні галузі зайнятості: виробництво — 30,9 %, освіта, охорона здоров'я та соціальна допомога — 17,4 %, будівництво — 12,1 %, роздрібна торгівля — 11,7 %.